# Altet de Palau
Altet de Palau (La Font de la Figuera, València) es un asentamiento de la Edad del Bronce situado en la confluencia de tres corredores de comunicaciones: el valle del Vinalopó, el corredor de La Costera y el puerto de Almansa.  El poblado presenta una extensión aproximada de 1200 m², y se ubica sobre una plataforma amesetada limitada por escarpes en casi todo su perímetro, a excepción de la zona que comunica con un pequeño montículo. En este último se emplaza L’Arbocer, un pequeño yacimiento íntimamente vinculado a L'Altet de Palau y que está separado del resto del asentamiento por una pequeña vaguada abancalada y cultivada. En este espacio se localizó un depósito fechado en el Bronce Tardío y compuesto de piezas de bronce de diverso tipo: hachas, punzones, cincel, puñales, pulseras y aretes asociados a un ámbito con restos de fundición.

## Intervenciones arqueológicas

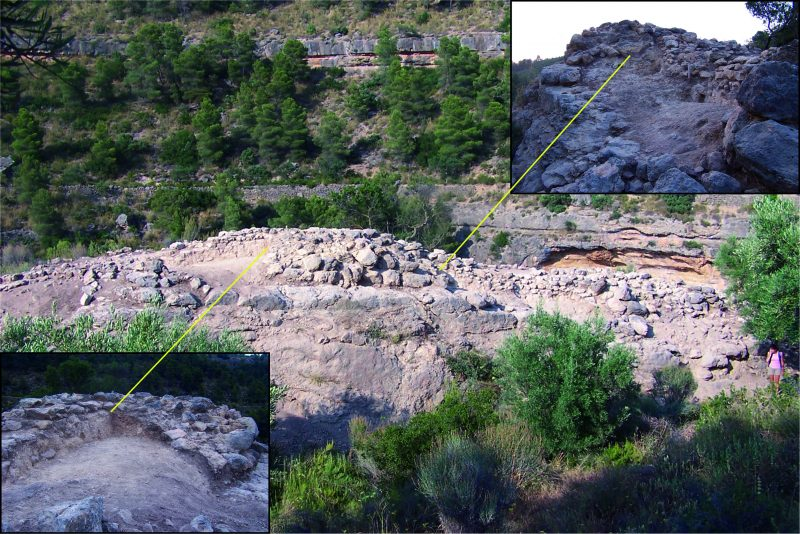
Muralla y torre del extremo noreste del poblado del Altet de Palau

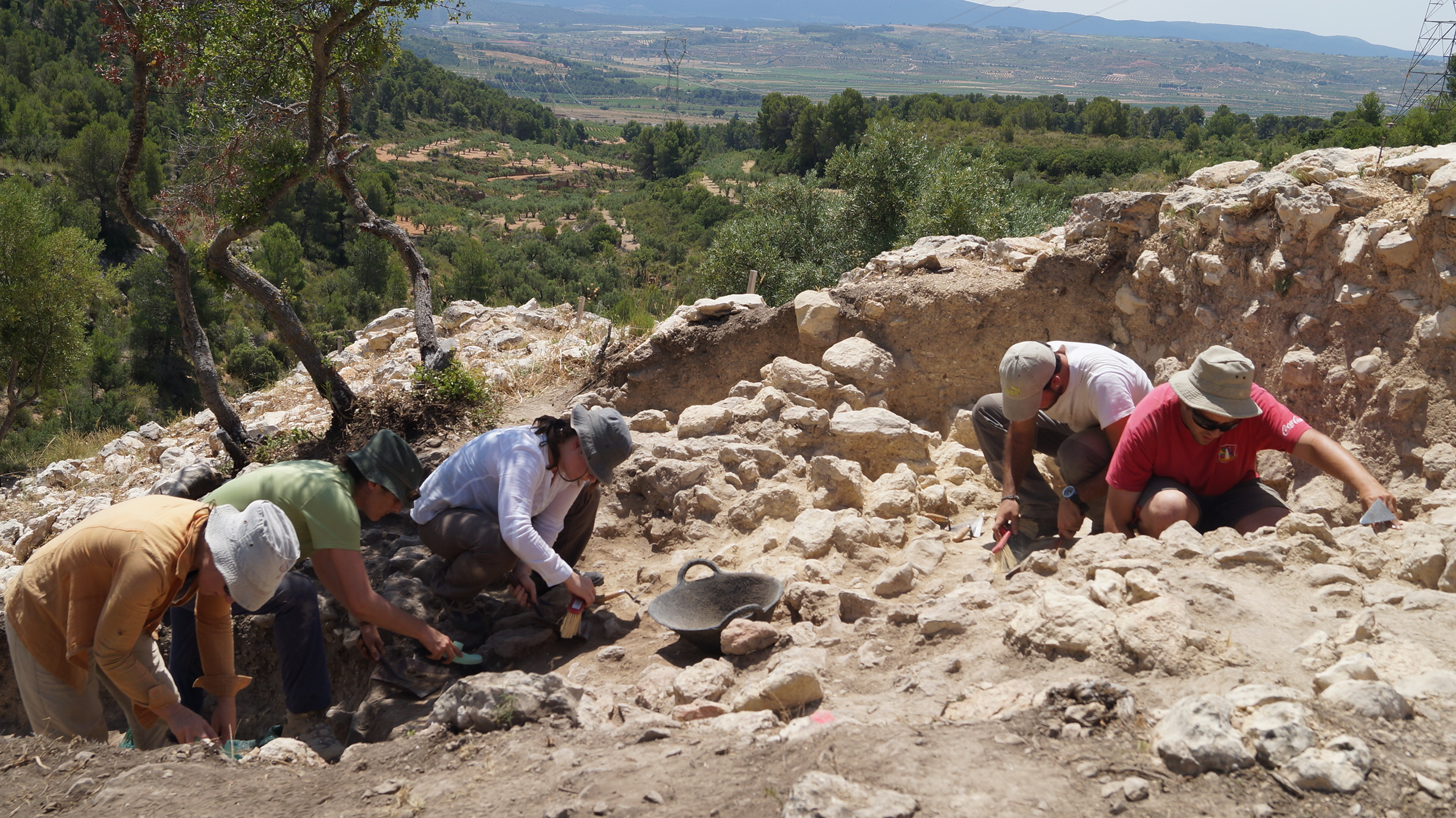
Excavaciones de Altet de Palau

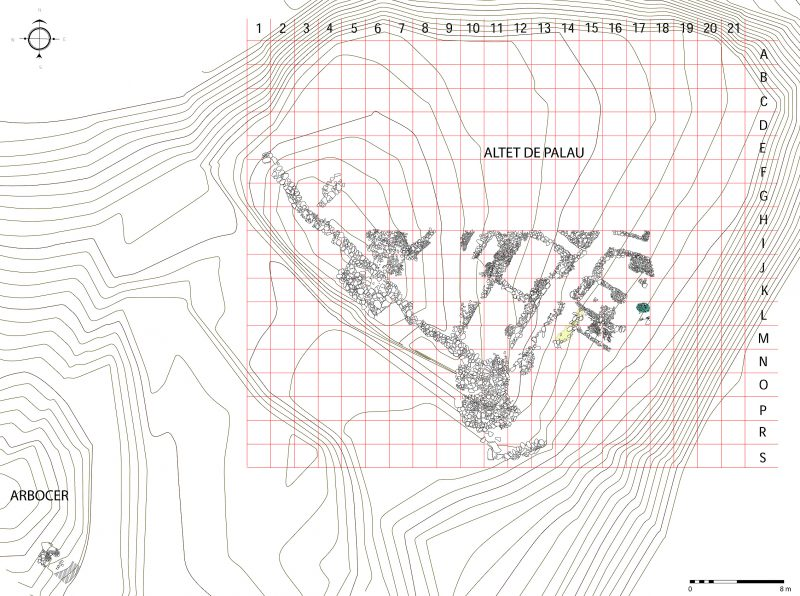
Planimetría de Altet de Palau

Como consecuencia del hallazgo en 2002 de un variado conjunto metálico en el yacimiento de L'Arbocer, se iniciaron las intervenciones en el cercano poblado de L'Altet de Palau. Dicho proyecto de investigación se enmarca dentro del Programa de excavaciones arqueológicas del Servicio de Investigación Prehistórica de la Diputación de Valencia y que, bajo la dirección de María Jesús de Pedro Michó y Pablo García Borja,  han permitido establecer tanto la secuencia del poblado como una aproximación a su estructura interna y modo de vida de los que lo habitaron hace 3400 años. En los trabajos de campo han participado diversos estudiantes y licenciados de la Universitat de València y de diversas universidades europeas, así como se ha contado también con la colaboración de diferentes especialistas en relación con el estudio de la fauna, la vegetación y la sedimentología del yacimiento.

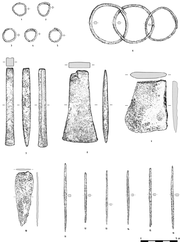
Objetos metálicos de L’Arbocer. 1-5. Aretes. 6. Pulseras. 7. Cincel. 8. Hacha plana. 9. Fragmento de hacha plana.10. Puñal de remaches. 11-16. Punzones. García Borja, P. De Pedro Michó, M.J. Sánchez Molina, A. 2005: 186.

## Resultados de las investigaciones
Desde 2005 las campañas efectuadas en ambos yacimientos han permitido conocer y valorar adecuadamente un interesante asentamiento de la Edad del Bronce con espacios de habitación de planta cuadrangular, diferentes áreas de trabajo: de molienda, almacenamiento o metalurgia; una muralla de grandes dimensiones con bastiones rectangulares, una calle central que articula los diferentes departamentos y estructuras excavadas en la roca a modo de cubetas. Presenta una cronología de mediados del II milenio a. C., avalada por la presencia de bronces entre los hallazgos metálicos, por las técnicas de construcción empleadas, por la cerámica, pesas de telar y otros elementos de la cultura material. Asimismo, dicha cronología ha sido confirmada por los análisis de C-14 efectuados sobre granos de cebada que dan como resultado unas dataciones en torno a 1400 a. C., es decir, del Bronce tardío o reciente.
En cuanto a las bases económicas, la agricultura estaría centrada en el cultivo de cebada vestida mientras que los rebaños de ovejas y cabras serían bastante numerosos, además de algunos perros y cerdos. Bóvidos y caballos realizarían los trabajos de carga y la caza de ciervos y conejos complementaría la dieta cárnica. En lo que respecta a la vegetación, y a partir del estudio de los restos de madera carbonizada recuperados durante los trabajos arqueológicos, se documentan especies arbóreas como la carrasca y el pino, utilizadas en la construcción y también diversos tipos de matorral, principalmente coscoja, lentisco, brezos, leguminosas y pinos, restos que coinciden con los de otros poblados de la Edad del Bronce y que podrían estar indicando una intensa deforestación del medio por actividades antrópicas. Este panorama económico y productivo se completa con la presencia de elementos relacionados con actividades metalúrgicas desarrolladas principalmente en el cercano yacimiento de L'Arbocer, donde se han podido documentar unas estructuras circulares interpretadas como hornos, y que tendría una estrecha relación con el asentamiento de l'Altet de Palau.